# Elsterkröpfer

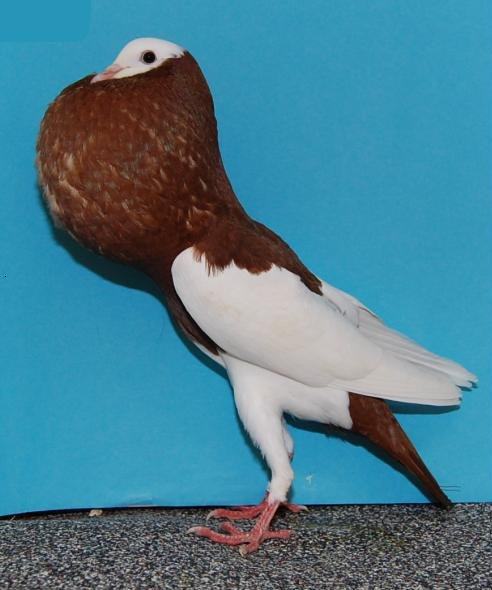
Elsterkröpfer, rot

Der Elsterkröpfer ist eine Haustaubenrasse und gehört zu den Kropftauben.

## Herkunft
Die Rasse wurde in Mitteldeutschland erzüchtet. Elbschiffer brachten den Elsterkröpfer aus Böhmen nach Deutschland, wo er in Schlesien, Sachsen und Sachsen-Anhalt weiter gezüchtet wurde. Heute ist er vor allem in ganz Deutschland, aber auch im Ausland, wie Polen, Dänemark, Österreich, Holland, Schottland, Frankreich, USA verbreitet.

## Aussehen
Der Elsterkröpfer hat ein lebhaftes Temperament. Er ist eine gestreckte, mittelgroße Kropftaube mit aufrechter Haltung und mittelhohem Stand. 2/3 der Körpergröße ist vor den Beinen und 1/3 hinter den Beinen. Das Gefieder liegt am gesamten Körper straff an.
Der Kopf ist glatt und länglichrund mit einem mittellangen hellen Schnabel, der auf dem Kropf aufliegt. Dieser ist groß und birnenförmig und von der Brust deutlich abgesetzt. Der Rücken ist gerade abfallend, der Schwanz nicht zu lang, schmal und geschlossen und reicht nicht bis zum Boden. Die Flügel bedecken den Rücken bis fast zum Schwanzende und kreuzen sich nicht. Die Beine sind unbefiedert, mittellang und gerade mit hellen Krallen.

## Farbenschläge
Mögliche Farbenschläge sind schwarz, rot, gelb, blau und rotfahl. Alle Farben sind rein, gleichmäßig, satt und glänzend. Bei der Elsterzeichnung sind Kopf, Flügel, Schenkel und Bauch weiß. Das übrige Gefieder ist farbig. Die Rotfahlen haben eine gleichmäßige rote Hals- und Brustfarbe sowie helles Schulter- und Schwanzgefieder. Die Ringgröße ist D 8.